# Piotr Olewiński
Piotr Olewiński (Gdańsk, 16 augustus 1968) is een Pools voormalig windsurfer. Hij nam onder meer deel aan de  Olympische Spelen van 1992.

## Resultaten
| Jaar | Plaats    | Resultaten  |
| ---- | --------- | ----------- |
| 1992 | Barcelona | 28e Lechner |